# Carolus Voigt
Carolus Voigt (* 3. April 1904 in Hamburg; † 11. September 1991 in Göttingen) war ein deutscher Bildhauer.

## Leben
Karl August Friedrich Voigt, seit 1934 Carolus Voigt, entstammte einer Hamburger Arbeiterfamilie, lernte zunächst autodidaktisch die Bildhauerei. Er begann 1932 ein Studium der Bildhauerei an der Gewerbeakademie in Hamburg, das er jedoch nach kurzer Zeit wegen der nationalsozialistischen Machtübernahme abbrach.
Voigt spezialisierte sich bald auf Tierplastiken in Bronze und Keramik. Erste Ausstellungen folgten, bis der Beginn des Zweiten Weltkrieges seine künstlerische Tätigkeit unterbrach. Seine Werke wurden zu dieser Zeit als „Entartete Kunst“ verfolgt.
Seine Werke der Vorkriegs- und Kriegszeit sind durch Bombenschäden nahezu vollständig verloren; nach dem Krieg lebte Voigt über eineinhalb Jahrzehnte in Aumühle bei Hamburg. Die unmittelbare Nachkriegszeit hat er mit zahlreichen Skulpturen verarbeitet, die deutlichen Bezug zum Werk von Ernst Barlach zeigen.
1948 nahm Voigt an der Ausstellung Christliche Kunst der Gegenwart in Köln teil. In seinen späteren Jahren in Göttingen ab 1967 schuf er wiederum vornehmlich Tierplastiken von besonderer Lebendigkeit und Lebensfreude. Von 1974 bis Herbst 1981 war er Dozent an der VHS in Göttingen.
Anlässlich seines 80. Geburtstages fand 1984 im Künstlerhaus Göttingen e.V. eine Retrospektive unter dem Titel „Tiere und Menschen“ statt.
Werke von Carolus Voigt wurden in der Ausstellung Kunst in der Krise in Hamburg 2001/2002 gezeigt. 2004 veranstaltete das Stadtmuseum Göttingen eine Retrospektive zu seinem 100. Geburtstag, 2005 folgte eine Ausstellung mit Plastiken in Schloss Reinbek.
Carolus Voigt war seit August 1965 mit Dr. Erika Voigt geb. Heinzel verheiratet, die zunächst in der Entwicklungshilfe und später an der PH Göttingen tätig war. Im September 1967 zog das Paar nach Göttingen.